# Busko-Zdrój
Busko-Zdrój ( listen) este un oraș în Polonia.